# Cupido nila
Cupido nila är en fjärilsart som beskrevs av Thomas Horsfield 1828. Cupido nila ingår i släktet Cupido och familjen juvelvingar. Inga underarter finns listade i Catalogue of Life.